# 吉澤爾貝特 (盧森堡伯爵)
吉澤爾貝特（德語：Giselbert，約1007年—1059年8月14日），盧森堡伯爵（1047年—1059年在位）。

## 生平
吉澤爾貝特是薩爾姆和隆維伯爵，然後從1047年到1059年擔任盧森堡伯爵。吉澤爾貝特是盧森堡伯爵的始祖西格弗里德的次子莫塞爾高伯爵腓特烈與其妻子維特羅的伊爾姆特魯德的兒子。巴伐利亞公爵亨利七世（盧森堡伯爵亨利二世）是其長兄，下洛林公爵腓特烈亦是其兄長。
吉澤爾貝特本是薩爾姆和隆維伯爵，在長兄亨利二世去世後繼承盧森堡伯爵領地，並為特里爾的聖馬克西米修道院和埃希特納赫的聖威利布羅德修道院提供收入。吉澤爾貝特與特里爾大主教波波就聖馬克西米修道院發生爭執，並由他的兄弟、梅斯主教阿達爾貝羅三世進行仲裁。
1050年，由於盧森堡鎮的人口大幅增加，他透過在周圍建造新的防禦牆來擴大城市。
他與一位不知其名的妻子有子女如下：
- 盧森堡伯爵康拉德一世[3] (1086年逝世)
- 薩爾姆的赫爾曼（英语：Hermann of Salm） († 1088)，薩爾姆伯爵，薩爾姆家族始祖
- 女兒，嫁給阿門斯萊本的蒂埃里
- 女兒，嫁給奧廷根伯爵庫諾
- 阿達爾貝羅（1097逝世，生於安提阿），梅斯教士
- 朱塔 (Jutta)，與林堡的烏多 (Udo) 結婚
- 魯道夫，薩老明斯特修道院（英语：Altmünster Abbey）院長[3]